# تپه لیت بر
تپه لیت بر مربوط به دوره اشکانیان - دوره ساسانیان است و در شهرستان پل‌دختر، بخش معمولان، دهستان افزینه، ۲۵۰ متری جنوب غرب روستای لیت بر واقع شده و این اثر در تاریخ ۲۲ آبان ۱۳۸۶ با شمارهٔ ثبت ۲۰۱۳۴ به‌عنوان یکی از آثار ملی ایران به ثبت رسیده است.